# Kanton Saint-Amans
Kanton Saint-Amans (francouzsky Canton de Saint-Amans) je francouzský kanton v departementu Lozère v regionu Languedoc-Roussillon. Tvoří ho 10 obcí.

## Obce kantonu
- Estables
- Lachamp
- Les Laubies
- Ribennes
- Rieutort-de-Randon
- Saint-Amans
- Saint-Denis-en-Margeride
- Saint-Gal
- Servières
- La Villedieu